# Бадьины
 Бадьины  — деревня в Орловском районе Кировской области. Входит в состав Орловского сельского поселения.

## География
Расположена на расстоянии примерно 1 км по прямой на северо-запад от райцентра города Орлова.

## История
Известна с 1671 года как деревня Дьяковская, в 1678 году 2 двора, в 1764 году (Дьяконовская) 31 житель, в 1802 в деревне 2 двора. В 1873 году здесь (Дьяконовская или Бадьины) дворов 15 и жителей 97, в 1905 (починок Дьяконовский или Бадьины) 20 и 102, в 1926 (Бадьины или Дьяконовская) 24 и 116, в 1950 15 и 50, в 1989 2 жителя. С 2006 по 2011 год входила в состав Лугиновского сельского поселения. Ныне имеет дачный характер.

## Население
Постоянное население не было учтено в 2002 году, 1 человек в 2010.